# Maphilindo
Die Großmalaiische Konföderation, oder Maphilindo (Akronym aus Malaya, Philippinen und Indonesien), war eine vorgeschlagene Konföderation oder Union von drei südostasiatischen Ländern im Malaiischen Archipel. Auch das heutige Singapur wäre Teil dieses Panasiatischen Staates im insularen Südostasien gewesen. Der Zusammenschluss der Staaten scheiterte allerdings in den 1960er Jahren durch Streitigkeiten zwischen den betroffenen Staaten. Die Idee wurde danach nicht mehr aufgegriffen, die Integration der Region wurde allerdings später mit der Gründung der ASEAN in Teilen verwirklicht.

## Hintergrund
Der ursprüngliche Plan für einen vereinigten Staat, der auf dem Konzept einer "malaiischen Rasse" basierte, wurde von dem Aktivisten Wenceslao Vinzons während der Ära des Commonwealth der Philippinen erdacht. Vinzons hatte sich einen vereinigten malaiischen Staat vorgestellt, die er als "Malaya Irredenta" (später ein anderer Name für die Union) bezeichnete. In seinem 1959 erschienenen Buch Someday, Malaysia zitierte Major Abdul Latif Martelino (späterer Einsatzoffizier beim berüchtigten Jabidah-Massaker) auch die Vision von Präsident Manuel L. Quezon für einen integrierten, pan-malaiischen Staat in der Region. Quezon hatte die Vision, einen besseren Staat zu schaffen, der geeint war. Dieser geeinte Staat würde den Weg für die Entwicklung der Malaien ebnen.

## Geschichte
Maphilindo wurde ursprünglich als Verwirklichung des Traums des philippinischen Nationalhelden Dr. José Rizal vorgeschlagen, die malaiischen Völker zu vereinen, die durch die kolonialen Grenzen als künstlich getrennt angesehen wurden. Dr. José Rizal trug maßgeblich dazu bei, Ideen zur Vereinigung der südostasiatischen Völker zu verbreiten. Im Juli 1963 berief Quezons späterer Nachfolger, Präsident Diosdado Macapagal, ein Gipfeltreffen in Manila ein, auf dem die drei Länder eine Reihe von Verträgen unterzeichneten, um die Kontroversen um den Anschluss der ehemaligen britischen Kolonien Nordborneo und Sarawak an Malaysia zu lösen. Die Verträge ebneten den Weg für neue Entwicklungen in der Region, die später zur Schaffung der heutigen Länder in der Region führen sollte.
Während die Union als regionaler Zusammenschluss beschrieben wurde, der Fragen von gemeinsamen Interesse angehen würde, wurde sie auch als Taktik der Philippinen und Indonesiens wahrgenommen, um die Bildung der Föderation von Malaysia als Nachfolgestaat Malayas zu verhindern. Die Philippinen hatten einen eigenen Anspruch auf den östlichen Teil von Sabah (ehemals Britisch-Nordborneo), während Indonesien gegen die Bildung von Malaysia als britisch-imperialistisches Komplott protestierte. Die Indonesier und die Filipinos stuften die Unterzeichnung des Vertrages zwischen Großbritannien und dem Land Malaya als ein Komplott ein, mit dem Erstere eine Kolonie innerhalb ihrer Grenzen errichten wollten. Der Vertrag führte später zu heftigen Konflikten zwischen Malaysia, Indonesien und den Philippinen.
Die Union wurde einen Monat später aufgelöst, als Sukarno, Präsident von Indonesien, eine Politik der Konfrontasi (indonesisch, "Konfrontation") mit dem neu gegründeten Malaysia verfolgte. Die Indonesier behaupteten, dass die malaysische Regierung am 29. August verkündet hatte, dass Malaysia am 16. September 1963 gegründet werden würde, bevor das Ergebnis des Referendums über die Wünsche der Bevölkerung von Borneo bekannt war. Die Proklamation von Malaysia wurde bis zum 16. September verschoben, um dem UN-Team Zeit für einen Bericht zu geben. Das UN-Team berichtete zu Gunsten von Malaysia, aber die Philippinen und Indonesien weigerten sich, die neue Föderation anzuerkennen. Am 16. September brach Malaysia die diplomatischen Beziehungen zu den beiden Ländern ab. Indonesien revanchierte sich, indem es die Handelsbeziehungen mit der neuen Nation einstellte.
Die Vereinigten Staaten unter John F. Kennedy schienen Maphilindo ermutigt zu haben, da sie hofften, dass es die Wahrscheinlichkeit verringern würde, dass Indonesien kommunistisch werden würde.